# Palacio de Justicia del Condado de Howard (Nebraska)
El Palacio de Justicia del Condado de Howard (en inglés, Howard County Courthouse) es un edificio de gobierno ubicado en la calle Indian entre las calles 6 y 7 en St. Paul, Nebraska (Estados Unidos). Fue construido en 1912. Fue diseñado por Berlinghof & Davis y George A. Berlinghof en estilo neoclásico. Tiene cuatro pisos hecho de ladrillo y piedra caliza de Bedford, Indiana.
Fue incluido en el Registro Nacional de Lugares Históricos en 1990. La lista incluía un edificio contribuyente y un objeto contribuyente . 
Se consideró significativo desde el punto de vista arquitectónico y por su asociación con la política local y el gobierno del condado de Howard, Nebraska. Se afirmó que era "un ejemplo importante" del trabajo del arquitecto de Nebraska George A. Berlinghof, en este caso como parte de Berlinghof & Davis ; incluía características utilizadas más tarde por Berlinghof en el Palacio de Justicia del Condado de Greeley y el Palacio de Justicia del Condado de Franklin y, por lo tanto, demostró "la evolución de sus diseños".